# Nathan LaFayette
Nathan LaFayette (* 17. Februar 1973 in New Westminster, British Columbia) ist ein ehemaliger kanadischer Eishockeyspieler, der im Verlauf seiner aktiven Karriere zwischen 1989 und 2000 unter anderem 219 Spiele für die St. Louis Blues, Vancouver Canucks, New York Rangers und Los Angeles Kings in der National Hockey League auf der Position des Centers bestritten hat. Seinen größten Karriereerfolg feierte LaFayette mit dem Gewinn der Goldmedaille bei der Junioren-Weltmeisterschaft 1993.

## Karriere
LaFayette verbrachte seine Juniorenzeit ab dem Sommer 1989 in der Ontario Hockey League, nachdem er zuvor in den unterklassigen Juniorenligen für die Toronto Marlboros und Pickering Panthers gespielt hatte. Während seiner vier Spielzeiten in der OHL lief der Angreifer für drei verschiedene Teams auf. Zunächst war er eineinhalb Spielzeiten für die Kingston Frontenacs aktiv, ehe er im Verlauf der Saison 1990/91 zu den Cornwall Royals transferiert wurde. Dort spielte er bis zum Sommer 1992. Innerhalb seiner ersten drei Jahre gewann er in den Jahren 1991 und 1992 jeweils die Bobby Smith Trophy, womit der Spieler ausgezeichnet wurde, der im Saisonverlauf am besten gute spielerische Leistungen mit schulischem Erfolg paarte. Am Ende der Saison 1991/92 gewann er zusätzlich den Scholastic Player of the Year Award der Canadian Hockey League. Bei der Wahl setzte er sich gegen seinen Konkurrenten Ashley Buckberger aus der Western Hockey League und Simon Toupin aus der Ligue de hockey junior majeur du Québec durch.

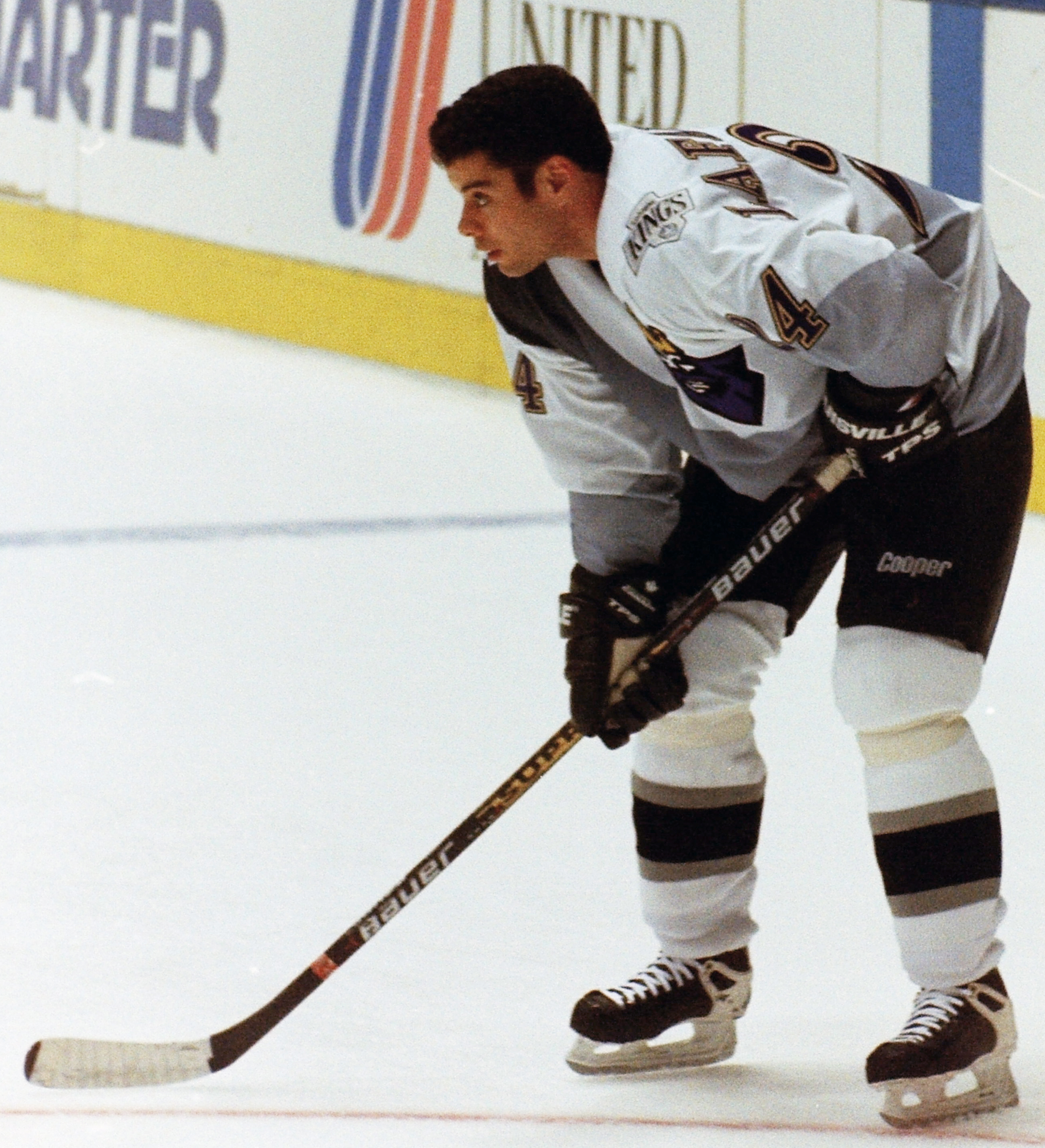
LaFayette im Trikot der Los Angeles Kings

Nach dem Umzug der Cornwall Royals nach Newmarket bestritt LaFayette seine letzte Juniorenspielzeit bei den Newmarket Royals. Anschließend wechselte der Stürmer zur Saison 1993/94 in den Profibereich. Dort war er zunächst für die St. Louis Blues aus der National Hockey League aktiv, die ihn bereits zwei Jahre zuvor im NHL Entry Draft 1991 in der dritten Runde an 65. Position ausgewählt hatten. Parallel wurde der Rookie im Verlauf des Spieljahres im Farmteam, den Peoria Rivermen, aus der International Hockey League eingesetzt. Obwohl die Blues LaFayette gedraftet hatten, blieb er keine komplette Spielzeit im Franchise. Im Tausch für Craig Janney wurde der Center gemeinsam mit Jeff Brown und Bret Hedican an die Vancouver Canucks abgegeben. Damit kehrte der Kanadier in die Nähe seines Geburtsortes New Westminster, der der Metropolregion Vancouver angehört, zurück. Noch in derselben Spielzeit feierte LaFayette mit dem Erreichen der Finalserie der Stanley-Cup-Playoffs 1994 gegen die New York Rangers seinen größten Erfolg auf Vereinsebene.
Dadurch, dass die NHL-Saison 1994/95 aufgrund eines Lockouts verspätet begann, spielte der Center zu Beginn des Jahres für die Syracuse Crunch, Vancouvers Farmteam aus der American Hockey League. Nach der Wiederaufnahme des NHL-Spielbetriebs wurde er schließlich wieder in den NHL-Kader beordert. Dennoch beendete er die Saison nicht bei den Vancouver Canucks, da er im April 1995 zu den New York Rangers transferiert wurde, die im Gegenzug Torwart Corey Hirsch nach Vancouver abgaben. In New York konnte sich der Kanadier aber nicht dauerhaft in der NHL behaupten und stand in der Saison 1995/96 zum größten Teil im Kader des Farmteams Binghamton Rangers aus der AHL. Noch im Verlauf des Spieljahres folgte im März 1996 ein abermaliger Transfer. Dieses Mal wurde LaFayette im Rahmen eines sogenannten „Blockbuster“-Transfers, der insgesamt sieben Spieler umfasste, zu den Los Angeles Kings geschickt. Während Ray Ferraro, Mattias Norström, Ian Laperrière und ein Viertrunden-Wahlrecht im NHL Entry Draft 1997 mit ihm von New York nach Los Angeles gesendet wurden, wechselten Marty McSorley, Jari Kurri und Shane Churla in den „Big Apple“.
Bei den Kings kam der Rechtsschütze in den folgenden drei Jahren wieder regelmäßiger als bei den Rangers in der NHL zum Einsatz, obwohl ihm eine dauerhafte Etablierung ebenso nicht gelang. Er bestritt insgesamt 101 Partien für die Kings, kam im Verlauf der Jahre aber auch für deren Kooperationspartner in der AHL und IHL zu Einsätzen. So lief er für die Phoenix Roadrunners, Syracuse Crunch, Fredericton Canadiens und Long Beach Ice Dogs auf. Seine letzte Profisaison bestritt LaFayette in der Spielzeit 1999/2000 bei den Lowell Lock Monsters aus der AHL, ehe er seine Zeit als Aktiver aufgrund zahlreicher erlittener Gehirnerschütterungen im Alter von 27 Jahren für beendet erklärte.

### International
Für sein Heimatland stand LaFayette bei der Junioren-Weltmeisterschaft 1993 in Schweden auf dem Eis. Dabei kam er in allen sieben Turnierspielen für die Kanadier zum Einsatz. Er verbuchte vier Scorerpunkte, darunter drei Tore. Am Ende der Welttitelkämpfe gewann der Stürmer mit der Mannschaft die Goldmedaille, da sie im direkten Vergleich mit den punktgleichen Schweden siegreich gewesen war.

## Erfolge und Auszeichnungen
- 1991 Bobby Smith Trophy
- 1992 Bobby Smith Trophy
- 1992 CHL Scholastic Player of the Year

### International
- 1993 Goldmedaille bei der Junioren-Weltmeisterschaft

## Karrierestatistik

### International
Vertrat Kanada bei:
- Junioren-Weltmeisterschaft 1993

(Legende zur Spielerstatistik: Sp oder GP = absolvierte Spiele; T oder G = erzielte Tore; V oder A = erzielte Assists; Pkt oder Pts = erzielte Scorerpunkte; SM oder PIM = erhaltene Strafminuten; +/− = Plus/Minus-Bilanz; PP = erzielte Überzahltore; SH = erzielte Unterzahltore; GW = erzielte Siegtore; 1 Play-downs/Relegation; Kursiv: Statistik nicht vollständig)